# باقر أباد (سورماغ)
باقر أباد (بالفارسية: باقرآباد) هي منطقة سكنية تقع في إيران في الناحية المركزية، قسم سورماغ الريفي. يبلغ عدد سكانها حسب إحصاء السكان عام 2006 ميلادية 57 نسمة في 19 عائلة.